# سکوی نفتی

نصب سکوهای پارس جنوبی توسط صدرا بوشهر که توسط همین شرکت ساخته شده

سکوی نفتی یا سکوی حفاری یک سازهٔ عظیم همراه با امکانات حفر چاه نفت، استخراج نفت و فرآوری آن است. سکوی‌های نفت معمولاً محلی برای ذخیره‌سازی موقت نفت تا زمان انتقال آن به ساحل و پالایش آن در پالایشگاه هستند. سکوهای نفت می‌توانند به صورت ثابت در بستر دریا یا به صورت یک جزیرهٔ مصنوعی یا این که به صورت شناور در آب باشند.

## انواع سکوی نفتی

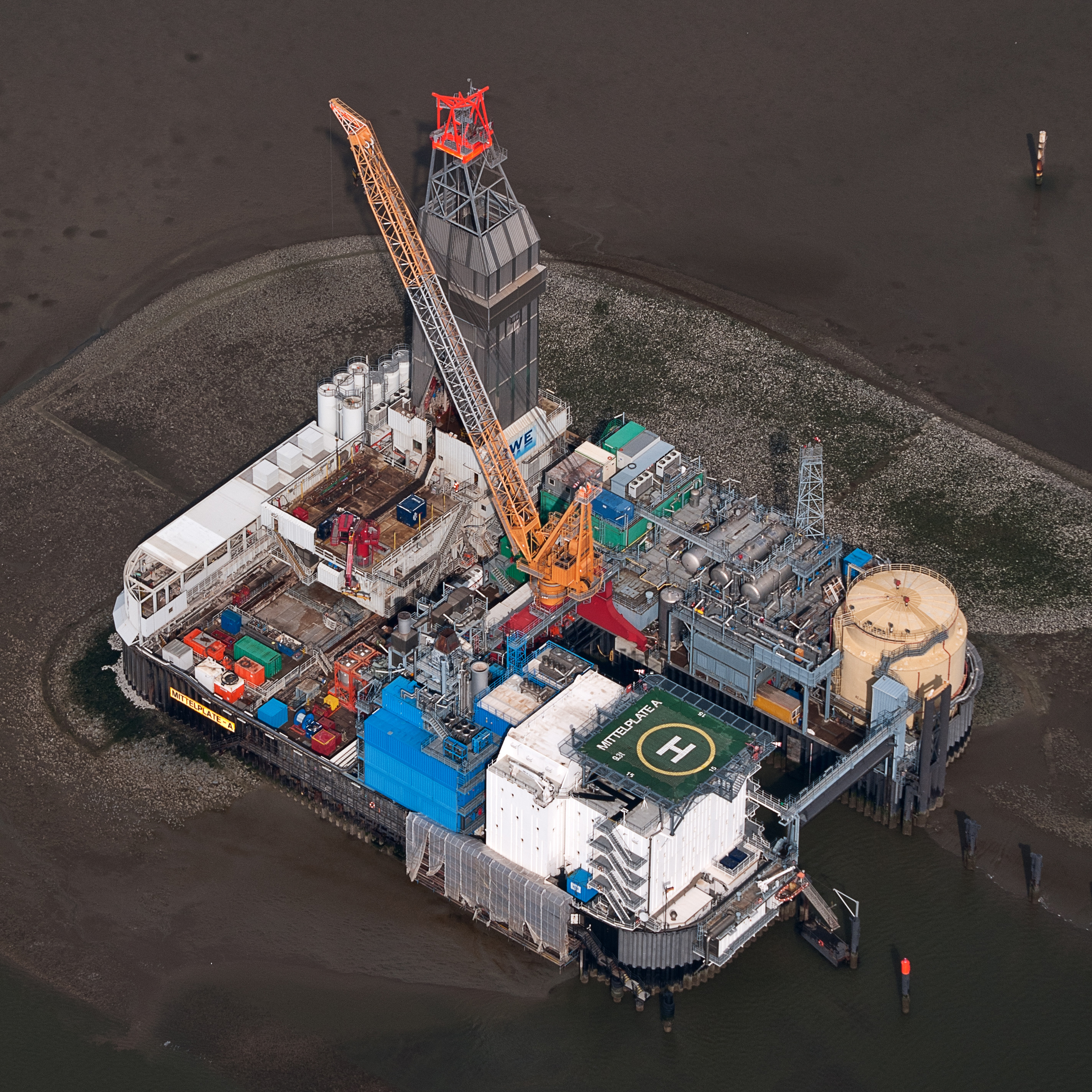
سکوی حفاری میتل‌پلاته در دریای شمال.

### سکوی ثابت
سکوی ثابت از پایه‌های بتنی یا فولادی یا هر دو ساخته می‌شود و مستقیماً بر روی بستر دریا نصب می‌شود.

### سکوی نیمه شناور
سکوی نیمه شناور از پایه‌ها و بدنهٔ مناسب طراحی می‌شود تا بر روی سطح آب شناور باقی بمانند.

### سکوی پایه کششی
سازهٔ دریایی ویژه‌ای با سیستم لنگر عمودی می‌باشد که برای استخراج نفت و گاز در نواحی فراساحلی به کار می‌رود. این نوع سکو برای عمق‌های ۳۰۰ تا ۱٬۵۰۰ متر مناسب می‌باشد.

### شناور اف‌پی‌اس‌او
شناور با کاربری‌های تولید، ذخیره و تخلیهٔ هیدروکربن خام، که در تولید نفت و گاز طبیعی در مناطقی بدون زیرساخت‌های کافی (چون غرب آفریقا) یا حوزه‌های نفتی کوچک (در دریای شمال) کاربرد بسیار دارد.

### شناور حفاری
شناور یا کشتی تجاری است، که با هدف حفاری اکتشافی چاه‌های نفت و گاز در آب‌های عمیق، طراحی شده‌است.مانند (سد کشینو کانو در ژاپن)

### دکل جک آپ
گونه‌ای از سکوهای حفاری قابل حمل است. این نوع از سکوها شامل یک بدنهٔ شناور می‌باشند که تجهیزات و دکل حفاری بر روی آن نصب می‌شود و پایه‌های عظیمی که کل وزن بدنه، تجهیزات و دکل حفاری را تحمل می‌کنند.

## واژه نامه
1. ↑  Fixed platforms
2. ↑  Semi-submersible platform